# RS-26 Rubezh
RS-26 Rubezh (tiếng Nga: РС-26 Рубеж) (ranh giới hay biên giới, còn được biết đến trong chương trình phát triển phương tiện bay dạng tàu lượn siêu vượt âm Avangard Авангард) SS-X-31 hay SS-X-29B (một phiên bản của RT-2PM2 Topol-M), là một tên lửa đạn đạo liên lục địa nhiên liệu rắn của Nga, với khả năng mang đầu đạn MIRV vũ khí nhiệt hạch hoặc phương tiện bay thâm nhập khí quyển cơ động (maneuverable reentry vehicle-MaRV). Tên lửa được phát triển để có khả năng mang theo phương tiện bay dạng tàu lượn siêu vượt âm Avangard. Tên lửa RS-26 được phát triển dựa trên RS-24 Yars, nó là phiên bản tên lửa RS-24 có chiều dài ngắn hơn và ít tầng đẩy hơn. Việc phát triển tên lửa RS-26 có thể so sánh với tên lửa SS-20 Saber, một dẫn xuất rút gọn của tên lửa SS-16 Sinner. Việc triển khai tên lửa RS-26 được cho là có tác động chiến lược tương tự như tên lửa SS-20.
Sau thử nghiệm thất bại vào năm 2011, tên lửa đã phóng thử thành công từ trung tâm phóng vệ tinh Plesetsk vào ngày 26/5/2012, và đánh trúng mục tiêu tại bãi thử nghiệm Kura cách 5.800 km sau đó vài phút. Vụ phóng thử nghiệm tiếp theo, tên lửa phóng từ Kapustin Yar bắn trúng mục tiêu tại Sary Shagan vào ngày 24/10/2012, và ngày 6/6/2013.
Theo Tư lệnh Lực lượng Tên lửa Chiến lược Nga, Đại tá Sergei Karakayev, tên lửa RS-26 Rubezh có thể đi vào hoạt động sớm nhất là vào năm 2016, tuy nhiên tên lửa vẫn còn đang trong giai đoạn phát triển và chưa đạt tới giai đoạn khả năng triển khai ban đầu. Năm 2018, có báo cáo cho rằng việc phát triển tên lửa đã bị hoãn lại cho tới ít nhất là năm 2027, và tiền đầu tư phát triển tên lửa được chuyển sang cho việc phát triển phương tiện bay dạng tàu lượn siêu vượt âm Avangard.

## Chỉ trích của phương Tây
Tên lửa RS-26 đã bị các nhà quan sát quốc phòng phương Tây chỉ trích vì gián tiếp vi phạm Hiệp ước Lực lượng hạt nhân tầm trung. Tên lửa RS-26, dù mang tải trọng nhẹ hoặc không, có tầm bắn vượt quá giới hạn 5500 km đã thỏa thuận trong hiệp ước. Tuy nhiên, tất cả các thử nghiệm tiếp theo đều là các vụ phóng thử với phạm vi ngắn hơn đáng kể. RS-26 đã được thử nghiệm hai lần ở tầm bắn khoảng 2000 km. Trên thực tế, RS-26 giống hệt về khái niệm và là sự thay thế trực tiếp cho RSD-10 Pioneer - SS-20 Sabre - bị cấm theo hiệp ước INF.
RS-26 gây ra mối đe dọa chiến lược đối với các thủ đô châu Âu và có khả năng tấn công các lực lượng NATO triển khai ở Tây Âu. Theo một bài báo của Jeffrey Lewis có tựa đề "Vấn đề với tên lửa của Nga", mục đích của tên lửa này là để ngăn chặn các lực lượng phương Tây chi viện cho các nước Đông Âu mới gia nhập NATO nằm gần biên giới của Nga.